# Дискография Fancy
Дискография немецкого поп-певца Fancy состоит из 16 студийных альбомов, 25 сборников, 58 синглов и 28 клипов.
В 1985 году Fancy выпускает дебютный студийный альбом «Get Your Kicks», в который вошел хит «Slice Me Nice». Альбом не достиг высоких результатов, попав на 13 место в Швеции и Швейцарии. Второй альбом «Contact» с хитами «Bolero (Hold Me In Your Arms Again)» и «Lady Of Ice» так же не принес певцу большой известности. В 1988 году певец выпускает третий альбом «Flames of Love» вместе с одноименным хитом, который стал самой популярной композицией певца. Несмотря на это, альбом «Flames of Love» становится последним студийным альбомом певца, попавшим в какие-либо чарты.
В том же 1988 году Fancy выпускает свой первый сборник хитов под названием «Gold».
В 1989 году певец решает сменить стиль исполнения и аранжировку композиций и таким образом выпускает альбом «All My loving», названный в честь одноименного хита группы Beatles. Кавер на нее так же присутствовал на альбоме.
В 1991 году выходит альбом «Six: Deep In My Heart», в который вошли новые версии старых хитов артиста и несколько новых треков. В куплетах новых версий песен самим Fancy был зачитан рэп.
В конце 90-х годов Fancy выпускает рождественский альбом «Christmas In Vegas» (1996) и альбом «D.I.S.C.O.» (1999)
После выпуска альбомов «Strip Down» (2000) и «Locomotion» (2001) певец в 2003 году выпускает альбом «Die Hits auf Deutsch», в котором были новые версии всех хитов певца, заново исполненные на немецком языке.
В 2008 году выходит альбом «Forever Magic», где помимо новых композиций была русскоязычная версия хита «Flames of Love» под названием «Любви пожар».
В 2021 году Fancy решает начать петь в жанре итало-диско и выпускает альбом «Masquerade Les Marionettes», продюсером которого стал известный испанский музыкант Луис Родригес. «Masquerade Les Marionettes» стал самым успешным альбомом в дискографии певца и первым его альбомом, написанным в стиле итало-диско.
В конце 2023 выходит шестнадцатый студийный альбом Fancy «Viva la Vida», ставший вторым альбомом артиста в жанре итало-диско.
В мае 2024 года выпускает сингл «Flames Of Love (Pulsedriver Remix)», в котором представлены два ремикса на самый большой хит Fancy «Flames of Love». Эти два ремикса сделал для артиста немецкий диджей Pulsedriver. 
В июне 2024 года выпускает свой 25 сборник «Greatest Hits & Remixes», выпущенный под лейблом ZYX Music. В сборник вошли лучшие хиты певца, а так же новые заново перепетые версии хитов «Slice Me Nice», «China Blue», «When Guardian Angels Cry», «Long Way To Paradise», «A Voice In The Dark», «Running Man», «L.A.D.Y. O.», и попурри «Hit_Medley».
Во второй половине июля выходит сингл «Chinese Eyes (Pulsedriver Remix)», в котором были два ремикса на хит Fancy «Chinese Eyes». Ремиксы были сделаны диджеем Pulsedriver.
В августе Fancy выпустил кавер на песню «Dragostea Din Tei» группы O-Zone совместно с музыкантами Бобом Шепердом и Da Clubbmaster.
13 сентября 2024 года Fancy выложил видео в своем Instagram-канале, где объявлял о выходе новой песни совместно с проектом Roubix. Дата релиза была назначена на следующий день. 14 сентября новая композиция «Faster Than A Bullet» была опубликована на все цифровые площадки.
В февраля 2025 года отдельным синглом с альбома «Viva la Vida» вышла композиция «I Found a Rainbow», записанная совместно с Лиан Росс. В день выхода сингла вышел и клип на эту песню.

## Студийные альбомы
| Год  | Название                   | Позиция в чартах | Позиция в чартах | Позиция в чартах |        |
| ---- | -------------------------- | ---------------- | ---------------- | ---------------- | ------ |
| Год  | Название                   | Германия         | Швеция           | Швейцария        | Польша |
| 1985 | Get Your Kicks             | —                | 13               | 13               | —      |
| 1986 | Contact                    | 57               | 43               | —                | —      |
| 1988 | Flames of Love             | 54               | —                | —                | —      |
| 1989 | All My loving              | —                | —                | —                | —      |
| 1990 | Five                       | —                | —                | —                | —      |
| 1991 | Six: Deep In My Heart      | —                | —                | —                | —      |
| 1995 | Blue Planet Zikastar       | —                | —                | —                | —      |
| 1996 | Colours Of Live            | —                | —                | —                | —      |
| 1996 | Christmas In Vegas         | —                | —                | —                | —      |
| 1999 | D.I.S.C.O.                 | —                | —                | —                | 97     |
| 2000 | Strip Down                 | —                | —                | —                | —      |
| 2001 | Locomotion                 | —                | —                | —                | —      |
| 2003 | Die Hits auf Deutsch       | —                | —                | —                | —      |
| 2008 | Forever Magic              | —                | —                | —                | —      |
| 2021 | Masquerade Les Marionettes | —                | —                | —                | 15     |
| 2023 | Viva la Vida               | —                | —                | —                | —      |

## Синглы

### 1984—1989
| Год  | Название                            | Позиция в чартах | Позиция в чартах | Позиция в чартах | Позиция в чартах | Позиция в чартах | Позиция в чартах | Позиция в чартах | Позиция в чартах | Позиция в чартах | Позиция в чартах | Позиция в чартах |
| ---- | ----------------------------------- | ---------------- | ---------------- | ---------------- | ---------------- | ---------------- | ---------------- | ---------------- | ---------------- | ---------------- | ---------------- | ---------------- |
| Год  | Название                            | Германия         | Швеция           | Швейцария        | Австрия          | Франция          | США              | Испания          | Португалия       | Нидерланды       | Бельгия          | Гонконг          |
| 1984 | Slice Me Nice                       | 11               | 7                | 9                | 2                | —                | —                | —                | —                | —                | —                | —                |
| 1984 | Chinese Eyes                        | 9                | —                | 9                | 17               | 82               | 2                | —                | —                | —                | —                | —                |
| 1984 | Get Lost Tonight                    | 31               | —                | 19               | —                | —                | —                | —                | —                | —                | —                | —                |
| 1985 | L.A.D.Y.O.                          | —                | —                | —                | —                | —                | —                | —                | —                | —                | —                | —                |
| 1985 | Check It Out                        | —                | —                | —                | —                | —                | 13               | —                | —                | —                | —                | —                |
| 1985 | Bolero (Hold Me In Your Arms Again) | —                | 11               | —                | —                | —                | —                | 1                | 2                | 19               | 17               | —                |
| 1986 | Lady Of Ice                         | 13               | 17               | 18               | —                | —                | —                | —                | —                | —                | —                | —                |
| 1987 | Latin Fire                          | 24               | —                | 11               | —                | —                | —                | —                | —                | —                | —                | —                |
| 1987 | China Blue                          | 50               | —                | —                | —                | —                | —                | 35               | —                | —                | —                | —                |
| 1988 | Flames Of Love                      | 14               | —                | —                | 13               | —                | —                | 1                | —                | —                | —                | 1                |
| 1988 | Fools Cry                           | 18               | —                | —                | —                | —                | —                | 15               | —                | —                | —                | —                |
| 1988 | Moscow Is Calling                   | —                | —                | —                | —                | —                | —                | —                | —                | —                | —                | —                |
| 1988 | Bodyguard                           | —                | —                | —                | —                | —                | —                | —                | —                | —                | —                | —                |
| 1989 | No Tears                            | 44               | —                | —                | —                | —                | —                | —                | —                | —                | —                | —                |
| 1989 | Running Man                         | —                | —                | —                | —                | —                | —                | —                | —                | —                | —                | —                |
| 1989 | Angel Eyes                          | —                | —                | —                | —                | —                | —                | —                | —                | —                | —                | —                |

### 1990—1999
| Год  | Название                            | Позиция в чартах | Позиция в чартах | Позиция в чартах | Позиция в чартах | Позиция в чартах | Позиция в чартах | Позиция в чартах | Позиция в чартах | Позиция в чартах | Позиция в чартах | Позиция в чартах |
| ---- | ----------------------------------- | ---------------- | ---------------- | ---------------- | ---------------- | ---------------- | ---------------- | ---------------- | ---------------- | ---------------- | ---------------- | ---------------- |
| Год  | Название                            | Германия         | Швеция           | Швейцария        | Австрия          | Франция          | Венгрия          | Испания          | Португалия       | Нидерланды       | Бельгия          | Гонконг          |
| 1990 | When Guardian Angels Cry            | —                | —                | —                | —                | —                | —                | —                | —                | —                | —                | —                |
| 1990 | When Guardian Angels… Rap           | —                | —                | —                | —                | —                | —                | —                | —                | —                | —                | —                |
| 1990 | Fools Cry Rap                       | —                | —                | —                | —                | —                | —                | —                | —                | —                | —                | —                |
| 1993 | No Way Out                          | —                | —                | —                | —                | —                | —                | —                | —                | —                | —                | —                |
| 1993 | Love Has Called Me Home             | —                | —                | —                | —                | —                | —                | —                | —                | —                | —                | —                |
| 1994 | Long Way To Paradise                | —                | —                | —                | —                | —                | —                | —                | —                | —                | —                | —                |
| 1994 | Beam Me Up                          | —                | —                | —                | —                | —                | —                | —                | —                | —                | —                | —                |
| 1995 | Again & Again (You Believe In Love) | —                | —                | —                | —                | —                | —                | —                | —                | —                | —                | —                |
| 1995 | I Can Give You Love                 | —                | —                | —                | —                | —                | —                | —                | —                | —                | —                | —                |
| 1996 | The Big Dust                        | —                | —                | —                | —                | —                | —                | —                | —                | —                | —                | —                |
| 1996 | Deep Blue Sky                       | —                | —                | —                | —                | —                | —                | —                | —                | —                | —                | —                |
| 1996 | Colors of Live                      | —                | —                | —                | —                | —                | —                | —                | —                | —                | —                | —                |
| 1998 | Flames of Love                      | —                | —                | —                | —                | —                | —                | —                | —                | —                | —                | —                |
| 1998 | Flames of Love '98                  | —                | —                | —                | —                | —                | —                | —                | —                | —                | —                | —                |
| 1998 | Mega-Mix '98                        | 20               | 26               | —                | —                | —                | 24               | —                | —                | —                | —                | —                |
| 1998 | Slice Me Nice '98                   | —                | —                | —                | —                | —                | —                | —                | —                | —                | —                | —                |
| 1998 | Come back and Break My Heart        | —                | —                | —                | —                | —                | —                | —                | —                | —                | —                | —                |
| 1999 | Long Way To Paradise (Remix '99)    | —                | —                | —                | —                | —                | —                | —                | —                | —                | —                | —                |
| 1999 | D.I.S.C.O. (Lust for Life)          | —                | —                | —                | —                | —                | —                | —                | —                | —                | —                | —                |

### 2000—2025
| Год  | Название                                                | Позиция в чартах | Позиция в чартах | Позиция в чартах | Позиция в чартах | Позиция в чартах | Позиция в чартах | Позиция в чартах | Позиция в чартах | Позиция в чартах | Позиция в чартах | Позиция в чартах |
| ---- | ------------------------------------------------------- | ---------------- | ---------------- | ---------------- | ---------------- | ---------------- | ---------------- | ---------------- | ---------------- | ---------------- | ---------------- | ---------------- |
| Год  | Название                                                | Германия         | Швеция           | Швейцария        | Австрия          | Франция          | Венгрия          | Испания          | Португалия       | Нидерланды       | Бельгия          | Польша           |
| 2000 | We Can Move A Mountain                                  | —                | —                | —                | —                | —                | —                | —                | —                | —                | —                | —                |
| 2000 | Pretty Woman                                            | —                | —                | —                | —                | —                | —                | —                | —                | —                | —                | —                |
| 2000 | Hör Den Bolero (Bolero)                                 | —                | —                | —                | —                | —                | —                | —                | —                | —                | —                | —                |
| 2008 | A Voice in the Dark 2008                                | —                | —                | —                | —                | —                | —                | —                | —                | —                | —                | —                |
| 2013 | Flames Of Love Megamix                                  | —                | —                | —                | —                | —                | —                | —                | —                | —                | —                | —                |
| 2014 | I Should Have Known better                              | —                | —                | —                | —                | —                | —                | —                | —                | —                | —                | —                |
| 2021 | I Like Your Smile                                       | 67               | —                | 56               | —                | —                | —                | —                | —                | —                | —                | 78               |
| 2021 | Rockabye Me                                             | 43               | —                | —                | —                | —                | —                | —                | —                | —                | —                | —                |
| 2021 | I’m Still a Fool                                        | —                | —                | —                | —                | —                | —                | —                | —                | —                | —                | 1                |
| 2021 | Summer Wine                                             | —                | 48               | —                | —                | —                | —                | —                |                  | —                | —                | —                |
| 2022 | Running Man                                             | —                | —                | —                | —                | —                | —                | —                | —                | —                | —                | —                |
| 2023 | Viva la Vida                                            | 12               | —                | —                | —                | —                | —                | —                | —                | —                | —                | —                |
| 2024 | Bonnie & Clyde                                          | 67               | —                | —                | —                | —                | 1                | —                | —                | —                | —                | 13               |
| 2024 | Feuer & Eis (Slice Me Nice)(Nu Disco                    | —                | —                | —                | —                | —                | —                | —                | —                | —                | —                | —                |
| 2024 | Flames Of Love (Pulsedriver Remix)                      | —                | —                | —                | —                | —                | —                | —                | —                | —                | —                | —                |
| 2024 | Chinese Eyes (Pulsedriver Remix)                        | —                | —                | —                | —                | —                | —                | —                | —                | —                | —                | —                |
| 2024 | Dragostea Din Tei (Bob Shepherd x Da Clubbmaster Remix) | —                | —                | —                | —                | —                | —                | —                | —                | —                | —                | —                |
| 2024 | Faster Than A Bullet                                    | —                | —                | —                | —                | —                | —                | —                | —                | —                | —                | —                |
| 2025 | I Found a Rainbow (feat. Лиан Росс)                     | —                | —                | —                | —                | —                | —                | —                | —                | —                | —                | —                |
| 2025 | Lady Of Ice (Bekim! Remix)                              | —                | —                | —                | —                | —                | —                | —                | —                | —                | —                | —                |
| 2025 | Chinese Eyes (EP)                                       | —                | —                | —                | —                | —                | —                | —                | —                | —                | —                | —                |
| 2025 | Slice Me Nice (Brave 2025 Remix)                        | —                | —                | —                | —                | —                | —                | —                | —                | —                | —                | —                |
| 2025 | Changing My Ways (You Got Me) (Mario Pauli Remix)       | —                | —                | —                | —                | —                | —                | —                | —                | —                | —                | —                |

## Сборники
| Год  | Название                            | Позиция в чартах |
| ---- | ----------------------------------- | ---------------- |
| Год  | Название                            | Германия         |
| 1988 | Gold                                | —                |
| 1988 | Gold Remix                          | —                |
| 1993 | Golden Stars — Golden Hits          | —                |
| 1994 | It’s Me                             | —                |
| 1998 | Hit Party                           | 54               |
| 1998 | Best Of                             | 25               |
| 1998 | Blue Planet                         | —                |
| 2001 | Locomotion                          | —                |
| 2001 | Fancy For Fans                      | —                |
| 2002 | Turbo Disco                         | —                |
| 2003 | DVD Best Of                         | —                |
| 2004 | Voices From Heaven                  | —                |
| 2004 | Greatest Hits                       | —                |
| 2004 | The Best Productions — I Love Fancy | —                |
| 2009 | Christmas Around The World          | —                |
| 2009 | Hit Collection                      | —                |
| 2009 | I Love Fancy                        | —                |
| 2009 | Disco Forever                       | —                |
| 2010 | Fancy & Friends                     | —                |
| 2011 | Colours of The 80’s                 | —                |
| 2014 | Fancy For Fans                      | —                |
| 2019 | The First Years                     | —                |
| 2019 | The Last Years                      | —                |
| 2022 | DIAMONDS FOREVER, PART I            | —                |
| 2024 | Greatest Hits & Remixes             | —                |

## Клипография
- 1984 «Slice Me Nice»
- 1984 «Chinese Eyes»
- 1984 «Get Lost Tonight»
- 1985 «L.A.D.Y.O.»
- 1985 «Bolero (Hold Me In Your Arms Again)»
- 1986 «China Blue»
- 1987 «Lady Of Ice»
- 1987 «Latin Fire»
- 1988 «Flames Of Love»
- 1988 «Fools Cry»
- 1989 «No Tears»
- 1989 «Running Man»
- 1989 «Angel Eyes» (#1)
- 1989 «Angel Eyes» (#2)
- 1993 «No Way Out»
- 1993 «Love Has Called Me Home»
- 1995 «Again & Again (You Believe In Love)»
- 1996 «Deep Blue Sky»
- 1998 «Flames of Love '98»
- 1998 «Mega-Mix '98»
- 2003 «Hör Den Bolero (Bolero)»
- 2021 «I’m Still a Fool»
- 2022 «Running Man»
- 2023 «Viva la Vida»
- 2024 «Bonnie & Clyde»
- 2024 «Viva La Vida (Extended Version)»
- 2025 «I Found a Rainbow»